# Violinzither

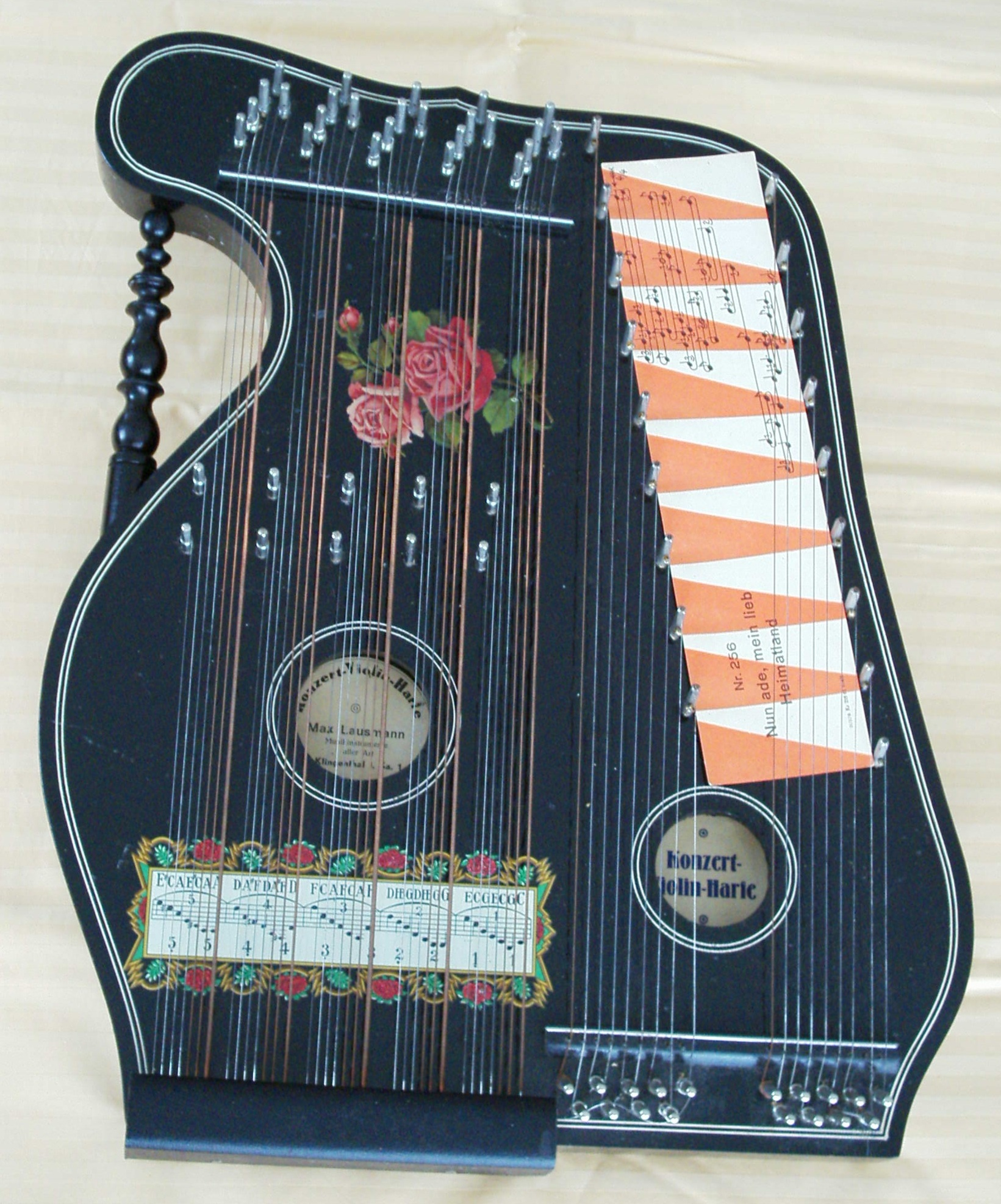
5-Akkord-Violinzither mit Unterlegnoten

Die Violinzither oder Violinharfe ist eine Kastenzither, die mit einem Bogen gestrichen und zugleich gezupft wird.  

## Bauform
Bei der Violinzither wird jeder Ton auf einer eigenen Saite erzeugt. Der Violinzitherbogen ist etwa 50 cm lang. Zwischen zwei Reihen von Streichsaiten kann noch ein Blatt mit Unterlegnoten platziert werden. Für die Melodiebegleitung lassen sich 5 bis 6 Akkorde mit der zweiten Hand anschlagen.